# フィリップ (スウェーデン王)

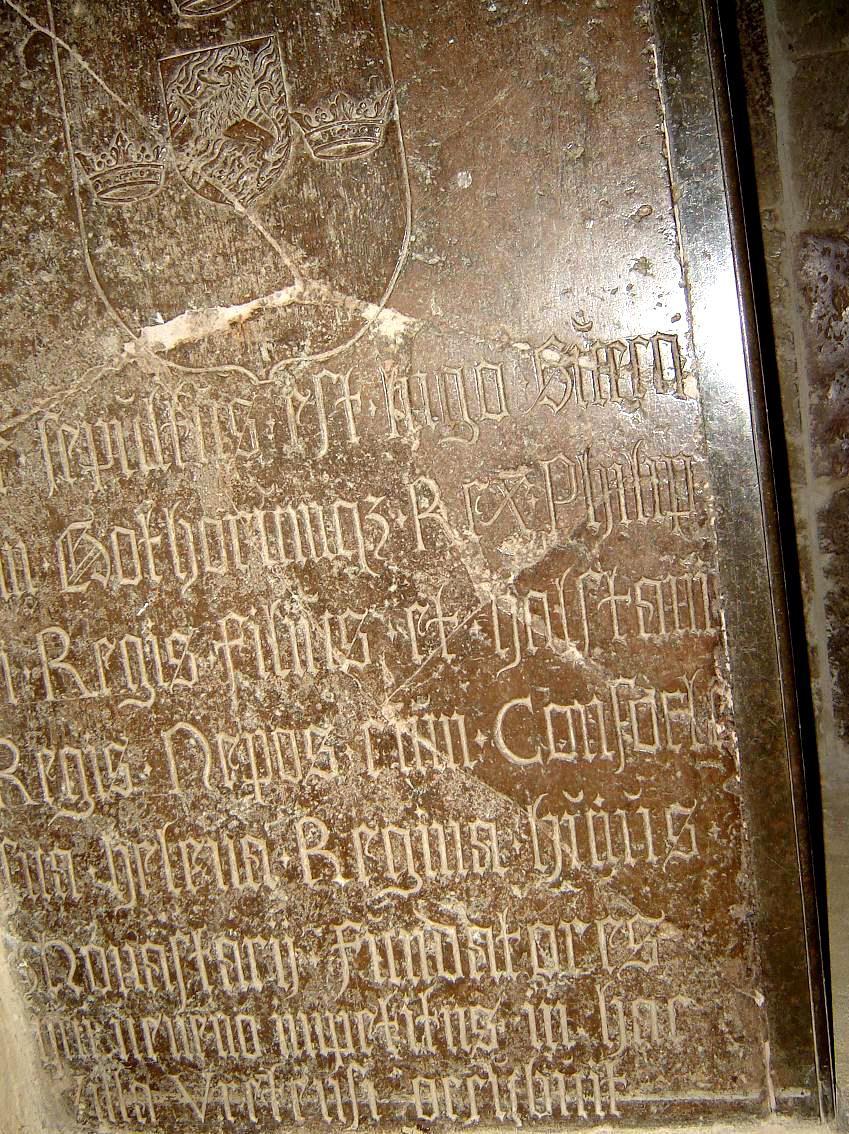
フィリップの兄弟インゲ2世の墓石（16世紀の複製、ヴレタ修道院）。フィリップもこの近くに埋葬されていると考えられている。

フィリップ・ハルステンソン（スウェーデン語：Filip Halstensson, ? - 1118年）は、スウェーデン王（在位：1105/10年 - 1118年）。

## 生涯
フィリップはスウェーデン王ハルステンの息子でインゲ1世の甥である。フィリップと兄弟のインゲ2世は1105年から1110年の間に叔父インゲ1世の跡を継いでともにスウェーデン王となった。『ヴェストゥイェータ法書（Västgötalagen）』の記述によると、フィリップは良き王であったという。キリスト教化後のスウェーデンの王の中では、フィリップはほとんど知られていない王である。
『ヘルヴォルとヘイズレク王のサガ』によると、フィリップの治世は短く、ノルウェー王ハーラル3世の娘インゲゲルドと結婚したという。フィリップはおそらく兄弟のインゲ2世と同じくリンシェーピングのヴレタ修道院に埋葬された。